# Laura de David Gareja
La laura de David Gareja (en georgiano: დავითის ლავრა) o David Gareja Lavra es un monumento histórico y arquitectónico dentro del complejo monástico de David Gareja. Fue construido durante la primera mitad del siglo VI bajo la guía de San David Gareja.

## Características arquitectónicas

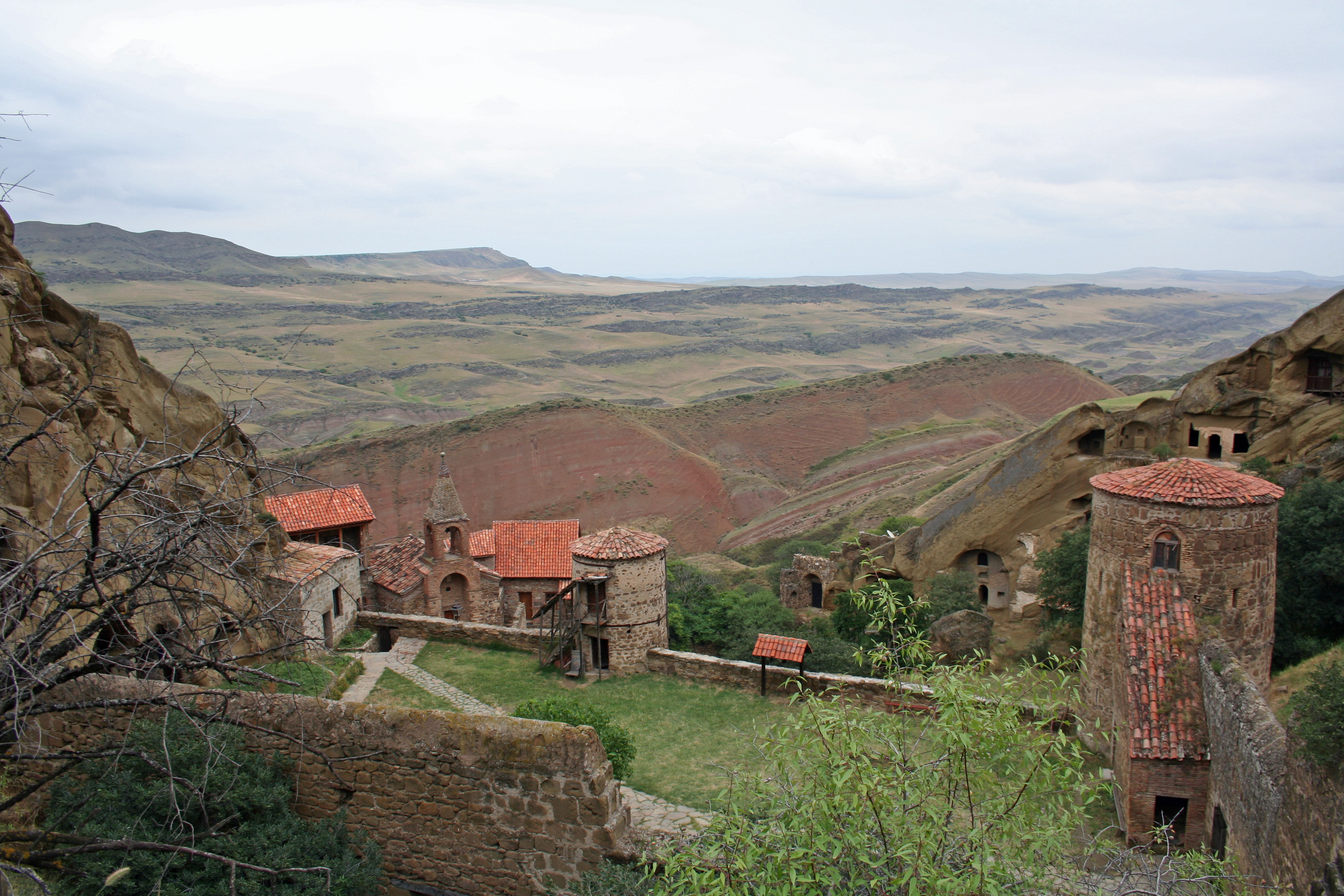

El monasterio incluye varios edificios que datan de los siglos VI-XVIII, destinados al uso de iglesias, monjes y visitantes. Está rodeado por muros defensivos con torres redondeadas. 
En el centro existe una antigua iglesia con un campanario sobre la entrada.  
Se encuentra ubicado en una zona montañosa rica en cuevas. En el monasterio se ha creado un sistema para recolectar, filtrar y usar el agua de lluvia de la montaña. El agua gotea y se acumula continuamente en una de las cuevas que ingresan al complejo. Según la leyenda, esta cueva se llama "La lágrima de David".

### Iglesia del apóstol Juan

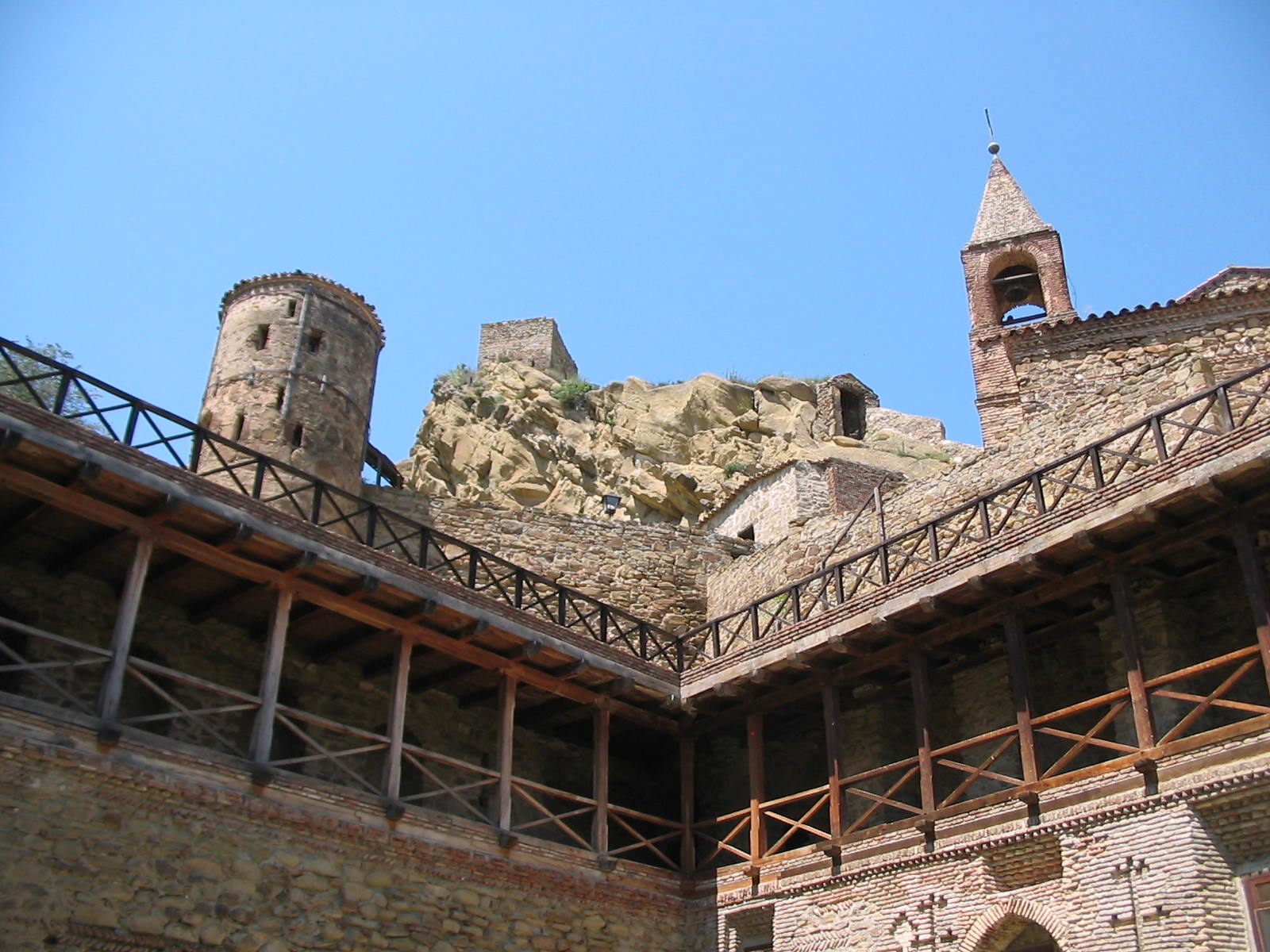
Vista de la iglesia desde la parte baja del complejo.

El edificio más grande y más importante del complejo es la Iglesia del Apóstol Juan. Ubicada en el corazón del complejo, esta iglesia fue construida en el siglo XII con tejas rojas. 
La pared norte de la iglesia, restaurada durante el siglo XVIII, está decorada con pinturas murales que representan diferentes épocas de la vida de David Gareja. 

## Líderes del monasterio
- Siglo VI - David Gareja
- 1881 - Archimandrita Grigory Dadiani[2]